# James Allen (psalmförfattare)
James Allen, född 1734 och död 1804, var en engelsk frikyrkopredikant och psalmförfattare. År 1761 författade han texten till sång nr 51 Stäm in i änglars kor i Svenska Missionsförbundets Sångbok 1920 och Segertoner 1960. I Melodipsalmboken för SMF 1920 anges John Bull som tonsättare.  År 1859 hade den varit publicerad i Pilgrimssånger. En psalm med samma inledning där Dowling anges som författare till texten är i Sionstoner där psalmen har nr 794. År 1985 bearbetades texten lätt och medtogs som nummer 634 i Lova Herren 1988. Någon annan psalm än denna av James Allen tycks inte vara känd i Sverige.
I den engelska psalmboken The Church Hymn book 1872 är han representerad med två psalmer:
nr 267 Glory to God on high, diktad 1761, och nr 646 Sweet the moment, rich in blessing, diktad 1757 men bearbetades av Walter Shirley 1776, i vars version den är publicerad 1872.

## Psalmer
- Stäm in i änglars kor nr 51 i Svenska Missionsförbundets Sångbok 1920